# Mont Royal (Canada)
De Mont Royal is een heuvel die is gelegen in de stad Montréal, in de Canadese provincie Québec.
De Mont Royal wordt aan drie kanten omgeven door diverse wijken van Montréal, waaronder het stadscentrum (Centre-ville/Downtown), Côte-des-Neiges, Outremont, en Plateau Mont-Royal.
Aan de westkant, deels op de heuvel, ligt de gemeente Westmount.
Iets ten noorden van de heuvel ligt de gelijknamige gemeente Mont Royal.
De stad Montréal ontleent zijn naam aan die van de heuvel, die in vroeger tijden als "Mont réal" geschreven werd.

## Geologie
De Mont Royal werd ongeveer 125 miljoen jaar geleden gevormd door een intrusie: een stroom magma die in de aardkorst opsteeg. Deze magma heeft het aardoppervlak niet bereikt, maar is in de diepte gestold. De heuvel die nu zichtbaar is, is ontstaan doordat gletsjers het omliggende landschap hebben geërodeerd. De bol magma, die veel sterker was, is gebleven. In de regio zijn nog 8 heuvels van dit type te vinden, waarvan sommige, zoals de Mont Saint-Hilaire, vanaf de top van de Mont Royal zichtbaar zijn. Gezamenlijk worden deze de Montérégie-heuvels genoemd.

## Geschiedenis
De eerste Europeaan die voet zette op de Mont Royal was de Franse ontdekkingsreiziger Jacques Cartier, in 1535.
Hij werd daarbij begeleid door leden van het Iroquois volk uit het dorp Hochelaga.
Samuel de Champlain bereikte de plek ruim zeventig jaar later.

## Gebruik
De zuidoostelijke helft van de Mont Royal is sinds 1876 een park, en als zodanig een populaire bestemming voor zowel toeristen als bewoners van Montréal. Het park is ontworpen door Frederick Law Olmsted, die ook het Central Park in New York vormgaf. Aan de zuidkant nabij de top staat Le Chalet, een gebouw dat dient als bezoekerscentrum en soms als concertzaal of expositieruimte. Voor het gebouw is een uitzichtpunt gebouwd dat zicht biedt op een groot deel van de stad, en met name een spectaculaire blik op het centrum.
De noordwestelijke helft van de Mont Royal wordt grotendeels in beslag genomen door twee grote begraafplaatsen: het katholieke Cimetière Notre-Dame-des-Neiges en het algemene Cimetière Mont-Royal. Verder westelijk, aan de rand van de heuvel, ligt de campus van de Université de Montréal en de École Polytechnique de Montréal.
Tussen de begraafplaatsen en het park loopt een weg dwars over de berg. De route is populair bij automobilisten, motorrijders en racefietsers. Verder is nog een zendmast aanwezig, die de meeste Montréalse televisie- en radiokanalen verspreidt, zoals Télévision de Radio-Canada en TVA (televisiezender).
De top van de Mont Royal wordt gemarkeerd door een verlicht kruis met een hoogte van 31 meter, dat werd opgericht in 1924. De heuvel en het kruis vormen samen een bekend beeldmerk van de stad Montréal.
Op de westelijke top van de Mont Royal is het Oratorium van de Heilige Jozef (Frans: Oratoire Saint-Joseph) gebouwd; een rooms-katholieke basiliek en bedevaartsoord.

## Fotogalerij

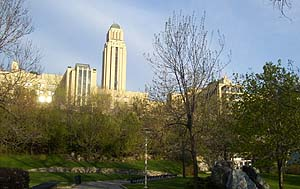
de Universiteit van Montréal op de noordwestflank
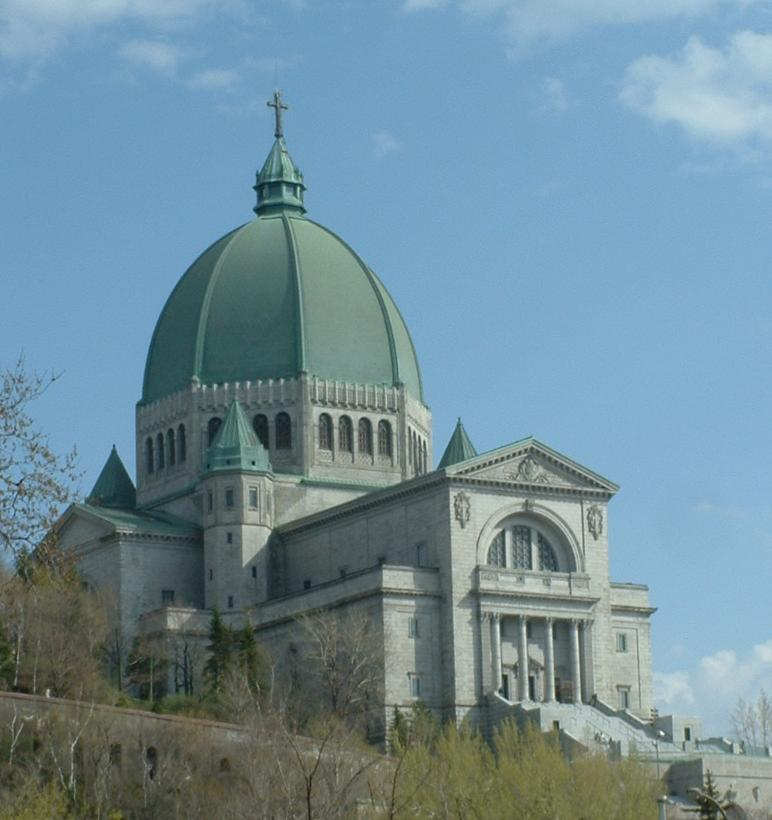
Oratoire Saint-Joseph op de westelijke top
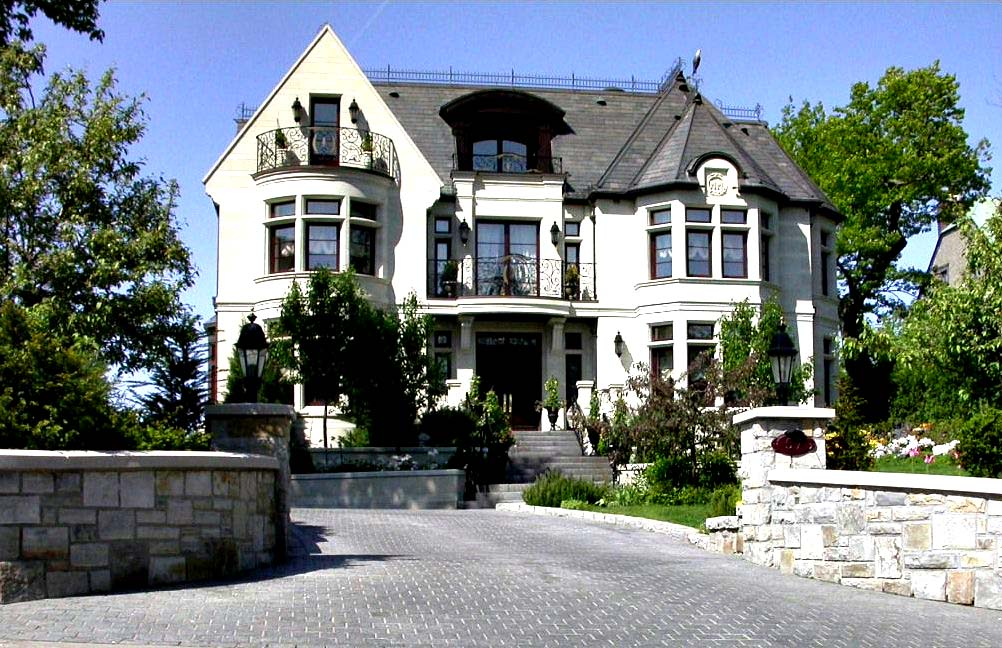
huis op de flank van de Mont Royal
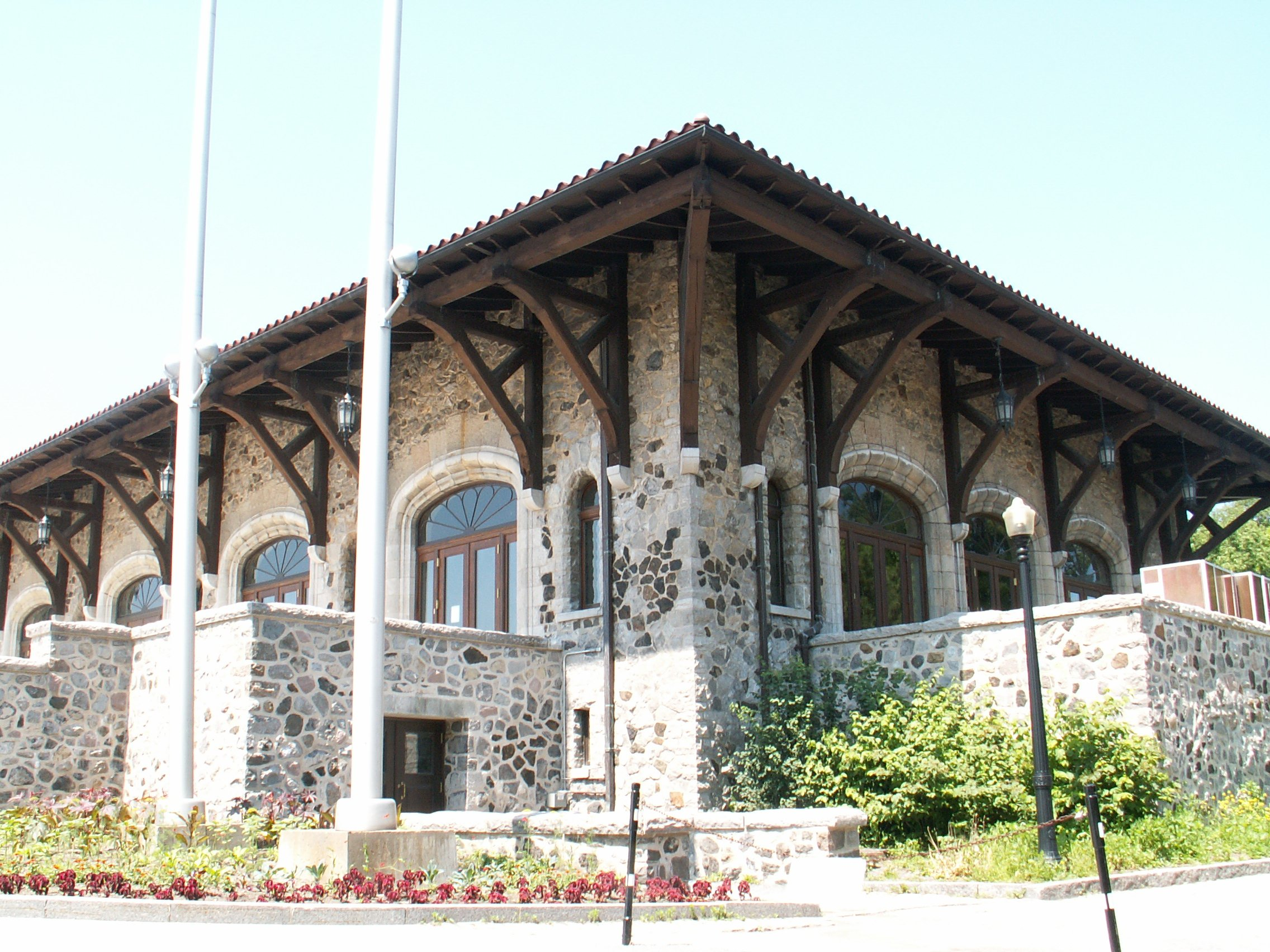
Het "Chalet" op de top van de Mont Royal
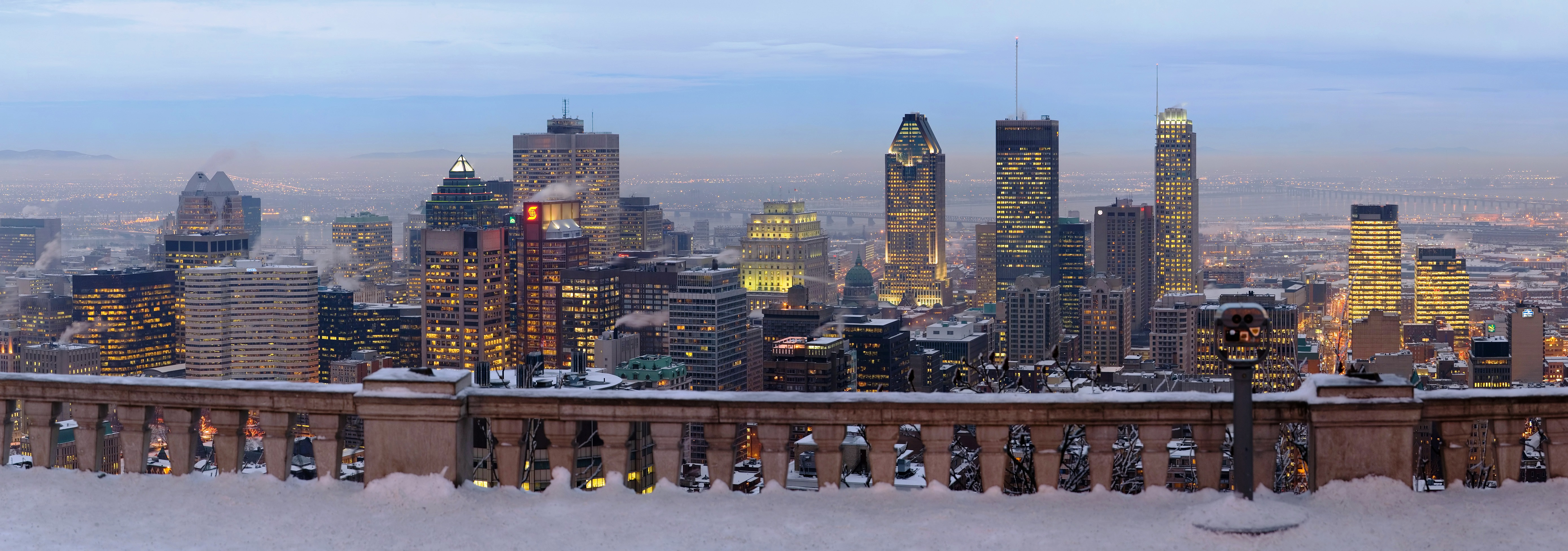
De binnenstad van Montréal, gezien vanaf de Mont Royal
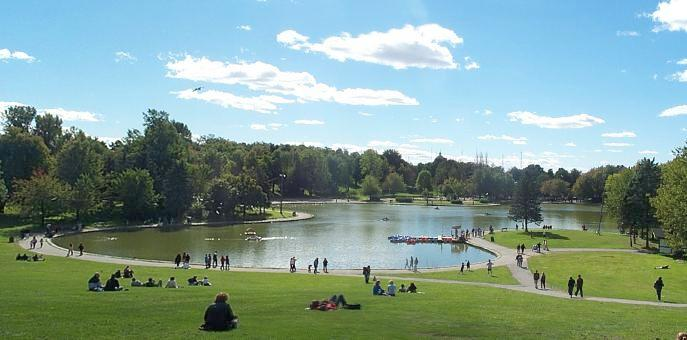
De vijver nabij de top van de Mont Royal

## Trivia
De Mont Royal en de Oratorium van de Heilige Jozef, die te herkennen is aan de grote en brede groenachtige koepel, zijn ook zichtbaar vanaf de luchthaven Montréal-Pierre Elliott Trudeau International Airport.